# Кінець зміни (роман)
«Кінець зміни» (англ. End of Watch) — роман американського письменника Стівена Кінга, завершальна частина трилогії про Біла Годжеса, продовження романів «Містер Мерседес» і «Що впало, те пропало». У США книга вийшла 7 червня 2016 року в видавництві Scribner.
Роман вперше був анонсований в коледжі Сент-Френсіс 21 квітня 2015 року за робочою назвою The Suicide Prince, 10 червня на офіційній сторінці Кінга в Facebook було оголошено остаточну назву роману — End of Watch. На церемонії вручення премії Едгара Аллана По у 2015 році, приймаючи нагороду за найкращий роман (за «Містер Мерседес»), Кінг заявив про майбутнє повернення антагоніста Брейді Гартсфілда в останній книзі.

## Сюжет
Відставному детективу Біллу Годжесу, який тепер зі своєю подругою Голлі управляє приватним слідчим агентством Finders Keepers, діагностували рак підшлункової залози. З огляду на те, що йому залишилося жити місяці, він виявляється залучений в недавні масові самогубства. Всі мертві пов'язані спільною ниткою: кожен з них в минулому був в контакті з Брейді Гартсфілдом, горезвісним містером Мерседесом, який шість років тому планував підірвати місце рок-концерту, заповнене підлітками. Годжес і Голлі зірвали плани Брейді й залишили вбивцю у вегетативному стані, з якого він ніколи не повертався. З усім тим, багато зі співробітників лікарні, де зараз живе Брейді, вважають, що він одужує і що він може підробляти свої травми, щоб уникнути судового розгляду... за винятком того, що всі, хто занадто близько доводить цю підозру, померли від самогубства.
Після травми голови Брейді виявив, що отримує нові здібності, в тому числі здатність переміщати дрібні предмети своїм розумом і здатність проникати в тіла певних людей, сприйнятливих до його розумового панування. Все ще обмежуючись своїм лікарняним ліжком, Брейді використовував свою силу, щоб закінчити свою вбивчу роботу, створивши гіпнотичний додаток для відеоігор, який підвищує сприйнятливість користувача. Як тільки користувачі знаходяться під контролем Брейді, він буде використовувати додаток, щоб домінувати над підлітками та переконати їх вчинити самогубство. Цілі — це ті підлітки, які уникли смерті, коли план Брейді по знищенню місця проведення концерту не вдався. Кінцева мета Брейді, однак, полягає в тому, щоб заманити Годжеса в гру і помститися. Для досягнення своїх цілей Брейді використовує корумпованого нейрохірурга і лікарняного бібліотекаря.

## Телевізійна адаптація
10 жовтня 2017 року мережа аудиторій оголосила про те, що телесеріал «Містер Мерседес» на основі першого роману «Містер Мерседес», оновлюється на 2 сезон, який буде заснований на оригіналі роману «Що впало, те пропало» та «Кінець зміни»